# الدنيا بخير (فلم)
الدنيا بخير هو فيلم مصري تم إنتاجه عام 1946، إخراج محمد عبد الجواد و بطولة أميرة أمير.

## طاقم التمثيل
- أميرة أمير
- عبد الفتاح القصري
- محمود شكوكو
- فؤاد شفيق
- زينات صدقي
- نعمات المليجي
- إبراهيم حمودة
- فردوس محمد